# Bitwa pod Vitorią
Bitwa pod Vitorią – starcie zbrojne, które miało miejsce 21 czerwca 1813 r. pomiędzy koalicyjnymi wojskami angielsko-portugalsko-hiszpańskimi w sile 75 tys. ludzi pod dowództwem księcia Wellingtona i armią 57 tys. Francuzów pod wodzą marszałka Jourdana. Bitwa zakończyła się porażką Francuzów, którzy opuścili pole bitwy pozostawiając znaczne ilości sprzętu oraz 151 dział.

## Tło wydarzenia
W lipcu 1812 r. po bitwie pod Salamanką Francuzi ewakuowali się z Madrytu. Po wycofaniu się Francuzów stolicę Hiszpanii zajęła w dniu 12 sierpnia 1812 r. armia Wellingtona, który zostawił trzy dywizje w mieście, natomiast z resztą sił pomaszerował w kierunku północnym do oddalonego o ok. 200 km Burgos. Wellington nie docenił jednak sił nieprzyjaciela w Burgos, co zmusiło go do przerwania oblężenia miasta w dniu 21 października, a następnie wycofania się. Dnia 31 października Wellington wycofał się także z Madrytu, po czym skierował się przez Salamankę w kierunku Ciudad Rodrigo w pobliżu granicy portugalskiej. Chciał tym manewrem uniknąć odcięcia swoich ludzi przez armię francuską na północnym i południowym wschodzie kraju. Zimę wódz brytyjski wykorzystał na reorganizację i szkolenie armii. Również Napoleon wycofał wielu żołnierzy z Hiszpanii celem uzupełnienia swoich sił po stratach poniesionych w kampanii rosyjskiej. 

## Działania poprzedzające
Wiosną 1813 roku Wellington wyruszył na czele swoich oddziałów z północnej Portugalii do Hiszpanii. Zamiarem Brytyjczyków było uderzenie z flanki na armię francuską marszałka Jourdana. Francuzi stacjonowali w tym czasie nad Duero i Tagiem. Chcąc uniknąć odcięcia przez siły Wellingtona drogi odwrotu ku Francji, wycofali się do Burgos, ścigani przez armię Wellingtona.

## Bitwa
Dnia 21 czerwca 1813 roku doszło do starcia obu armii pod Vitorią, nad rzeką Zadorra w kraju Basków. Wellington uderzył na Francuzów trzema kolumnami. Po krótkiej, ale gwałtownej walce 3 dywizja pod dowództwem gen. Thomasa Pictona przełamała centralny czworobok Francuzów. W złożonych przeważnie z kiepskiego, nieostrzelanego żołnierza, oddziałach Jourdana wybuchła panika, która zamieniła się w paniczną ucieczkę. Zginęło i zostało rannych blisko 8 tysięcy Francuzów. 2 tysiące dostało się do niewoli. Po stronie brytyjskiej straty wyniosły 5180 zabitych i rannych. Brytyjczycy zdobyli dodatkowo 151 dział, 415 wozów amunicyjnych i ogromny tabor. Bitwa zakończyła panowanie Napoleona w Hiszpanii.
Brytyjczycy nie podjęli pościgu za uciekającymi Francuzami zadowalając się rabowaniem taboru. Znajdowały się w nim wielkie ilości dóbr zrabowanych przez Francuzów w Hiszpanii. Wartość zdobytego łupu szacowana jest na kwotę 150 mln euro. Wellington, niezwykle poruszony brakiem dyscypliny wśród swych wojsk, w notatce z pola bitwy określił ich mianem szumowin.
Po przywróceniu porządku w armii Brytyjczycy jeszcze w grudniu 1813 roku zdobyli San Sebastián i Pampelunę. Następnie wkroczyli na ziemie francuskie, gdzie zamierzali przezimować.
Zwycięstwu pod Vitorią jeden ze swoich utworów (symfonię op. 91 – Wellingtons Sieg, znaną także jako Schlacht von Vitoria) poświęcił Ludwig van Beethoven.
Wśród łupów bitewnych znalazła się buława marszałkowska Jourdana, którą Wellington posłał do Londynu, w darze dla księcia regenta (późniejszego Jerzego IV); odwrotną pocztą otrzymał nominację na stopień feldmarszałka.